# Naturschutzgebiet Buschschleuse
Das Naturschutzgebiet Buschschleuse liegt auf dem Gebiet der Gemeinde Briesen (Mark) und der Stadt Müllrose im Landkreis Oder-Spree in Brandenburg. Es hat seinen Namen von einer Buschschleuse im ehemaligen, südwestlich vorbeiführenden Friedrich-Wilhelm-Kanal.
Das Gebiet mit der Kenn-Nummer 1556 wurde mit Verordnung vom 11. Oktober 1999 unter Naturschutz gestellt. Das rund 1248 ha große Naturschutzgebiet erstreckt sich südwestlich von Biegen, einem Ortsteil der Gemeinde Briesen (Mark), entlang des südwestlich verlaufenden Oder-Spree-Kanals (früher Friedrich-Wilhelm-Kanal). Östlich verlaufen die Landesstraße L 37 und die B 87, nördlich verläuft die A 12, westlich fließt die Spree.